# 762 Pulcova
A 762 Pulcova (ideiglenes jelöléssel 1913 SQ) a Naprendszer kisbolygóövében található aszteroida. Grigorij Nyeujmin fedezte fel 1913. szeptember 3-án. A pulkovói obszervatóriumról nevezték el.